# Stenalcidia brotes
Stenalcidia brotes là một loài bướm đêm trong họ Geometridae.